# Приморская улица (Шувалово)
Примо́рская улица — улица в Выборгском районе Санкт-Петербурга. Проходит в историческом районе Озерки от Большой Озёрной улицы до Финлядской железной дороги у стыка Озерковского проспекта с Новоорловской и Железнодорожной улицами.

## Происхождение названия
Название улицы известно с конца XIX века. Оно связано с соединительной веткой Приморской железной дороги, отходившей от станции Шувалово.

## Пересечения
- Большая Озёрная улица
- Финляндская железная дорога